# Naga Timbul (Lauser)
Naga Timbul is een bestuurslaag in het regentschap Aceh Tenggara van de provincie Atjeh, Indonesië. Naga Timbul telt 127 inwoners (volkstelling 2010).